# شهرستان مک‌کرری (کنتاکی)
شهرستان مک‌کرری، کنتاکی (به انگلیسی: McCreary County, Kentucky) یک سکونتگاه مسکونی در ایالات متحده آمریکا است که در کنتاکی واقع شده‌است.